# Дудин, Николай Аркадьевич
Никола́й Арка́дьевич Ду́дин (род. 22 декабря 1973, село Михальково, Фурмановский район, Ивановская область, РСФСР, СССР) — советский насильник и российский серийный убийца, действовавший в городе Фурманов Ивановской области.

## Биография

### Первое убийство
Николай Дудин родился 22 декабря 1973 года в селе Михальково Фурмановского района Ивановской области. Дудин очень страдал из-за избиений собственным отцом в детстве, а также специфических навыков, которые отец старался привить сыну, когда учил его в малолетнем возрасте охотиться и разделывать ещё тёплые туши убитых животных. В итоге всё это привело к тому, что 2 декабря 1987 года 13-летний Дудин застрелил его из обреза. Тело Аркадия Дудина было хорошо спрятано, но после того, как спустя год Николай Дудин был задержан за изнасилование, он признался в убийстве отца. Суд учёл, что на момент совершения убийства отца Дудин-младший не достиг 14-летнего возраста, и освободил его от наказания по этой статье, а за изнасилование Дудин получил 7 лет лишения свободы. Впоследствии в колонии неоднократно подвергался взысканиям за неповиновение администрации, пытался организовать бунт и побег, совершил покушение на соседа по камере, в результате чего был вновь осуждён и на свободу вышел лишь в 2000 году, спустя 12 лет после осуждения.

### Серия убийств
В 2002 году Дудин убил 12 человек.
Серия убийств началась 15 февраля. Жертвой стала сотрудница фурмановской телекоммуникационной компании. В состоянии алкогольного опьянения убийца нанёс ей удар твёрдым тупым предметом по голове, проломив основание черепа, в результате чего жертва скончалась. Дудин впоследствии заявлял, что хотел ограбить её. В тот же день он совершил двойное убийство. Жертвами маньяка стали 2 сотрудницы местного швейного цеха. Как выяснилось впоследствии, пьяный Дудин решил познакомиться с девушками, но те отвергли его притязания. Тогда маньяк стал бить их ножом, нанеся в общей сложности одной 28 ранений, а второй — 32.
Следующие убийства маньяк совершил в майские праздники. В ночь с 1 на 2 мая бесследно исчезла жительница города. Её тело было обнаружено лишь после ареста Дудина. 8 мая Дудин совершил тройное убийство. В состоянии алкогольного опьянения он облокотился на забор дома №2 по улице Кремлёвской и обрушил его. Хозяин дома Андрей Полозов возмутился, а Дудин выхватил обрез и открыл огонь. Затем он застрелил его жену и убил ударом ножа в спину его 11-летнюю дочь. 10 мая Дудин совершил тройное убийство при схожих обстоятельствах. Обстановка в городе накалилась, началась паника. Затем 4 июня Дудиным было совершено двойное убийство.

### Арест, следствие и суд
17 июля убийца был задержан с поличным при новой попытке убийства. 6 августа он написал явку с повинной. Свои мотивы он объяснял тем, что убивал людей, унижавших его человеческое достоинство. В декабре 2003 года маньяк был приговорён Ивановским областным судом к пожизненному лишению свободы в колонии особого режима. Верховный Суд России оставил приговор без изменения. Дудин был отправлен отбывать наказание в исправительную колонию особого режима «Белый лебедь».
В 2012 году был жив.

## В массовой культуре
- Документальный фильм «Обидчивый маньяк» из цикла «Честный детектив» (2004)
- Документальный фильм «Дьявольские бусы» из цикла «Цена любви» (2005)
- Документальный фильм «Бусы от маньяка» из цикла «Вне закона» (2007)